# Istifan al-Duwayhi
Esţfān al-Dwayhī (2. srpna 1630 Ehden – 3. května 1704 Qannoubine) byl libanonský duchovní maronitské katolické církve, patriarcha antiochijský. Katolická církev jej uctívá jako blahoslaveného.

## Život
Narodil se dne 2. srpna 1630 v Ehdenu do vlivné rodiny El Douaihy. Ve věku šestnácti let byl poslán na Collegio dei Maroniti v Římě. Studoval tam čtrnáct let, v letech 1641–1655. V té době trpěl vážnou nemocí, ze které se však zotavil. Zabýval se maronitskou historií a liturgií jak při svém pobytu v Římě, tak i po svém návratu do Libanonu.
Dne 25. března 1656 byl antiochijským patriarchou Juhannem Bawabem vysvěcen na kněze. V roce 1658 byl poslán do maronitské farnosti v Aleppu. Poté byl jmenován apoštolským vizitátorem na libanonském venkově a později sloužil ve farnosti Ardeh. Roku 1662 byl znovu poslán do Aleppa, kde zůstal až do 21. května 1668. V té době se vydal na pouť do Svaté země.
Byl jmenován archieparchou kyperským a dne 8. července 1668 proběhla jeho biskupská chirotonie. Světitelem byl antiochijský patriarcha Jirjis Rizqallah.
Dne 20. května 1670 byl v pouhých 40 letech zvolen antiochijským patriarchou a dne 8. srpna 1672 byla tato volba potvrzena Svatým stolcem. Zvláštní pozornost věnoval tradicím maronitské liturgie a upřednostňoval delatinizaci obřadů. Byl pronásledován osmanskými úřady, zejména pro jeho oponování vůči jejich represivní daňové politice, která vedla k opuštění mnoha vesnic rolníky, neschopnými platit daně. Maronité a zejména jejich duchovní byli v té době vystaveni násilí. Jako patriarcha mnoho cestoval.
Zemřel dne 3. května 1704 v Qannubine v údolí Kadíša.

## Úcta
Jeho beatifikační proces započal dne 5. prosince 1996, čímž obdržel titul služebník Boží. Dne 3. července 2008 jej papež Benedikt XVI. podepsáním dekretu o jeho hrdinských ctnostech prohlásil za ctihodného. Dne 14. března 2024 byl uznán zázrak na jeho přímluvu, potřebný pro jeho blahořečení.
Blahořečen pak byl dne 2. srpna 2024 v Bkerké. Obřadu předsedal jménem papeže Františka kardinál Marcello Semeraro.
Jeho památka je připomínána 3. května. Bývá zobrazován v biskupském oděvu.